# Ceratozamia huastecorum
Ceratozamia huastecorum är en kärlväxtart som beskrevs av S. Avendaño, Vovides och G. Castillo-campos. Ceratozamia huastecorum ingår i släktet Ceratozamia och familjen Zamiaceae. IUCN kategoriserar arten globalt som akut hotad. Inga underarter finns listade i Catalogue of Life.